# Neolysandra
Genre
Neolysandra est un genre de lépidoptères de la famille des Lycaenidae et de la sous-famille des Polyommatinae.

## Systématique et phylogénie
Le genre Neolysandra a été créé par Ahmet Ömer Koçak (d) en 1977.
L'espèce type est Lycaena diana Miller, [1913].
Le genre Neolysandra est classé dans la famille des Lycaenidae, la sous-famille des Polyommatinae et la tribu des Polyommatini.
Il est considéré comme synonyme de Polyommatus par certains auteurs, mais à la suite d'études sur la phylogénétique moléculaire des Polyommatini, il est désormais traité comme un genre indépendant, qui apparaît comme le groupe frère du genre Polyommatus.

## Liste des espèces
D'après Funet et Talavera et al. :
- Neolysandra coelestina (Eversmann, 1843) — l'Azuré de la vesce — Grèce, Asie Mineure, Caucase, Kurdistan, Sud-Ouest de la Sibérie, Sud de l'Oural.
- Neolysandra corona (Verity, 1936) — Liban.
- Neolysandra diana (Miller, [1913]) — Kurdistan.
- Neolysandra ellisoni (Pfeiffer, 1931) — de la Syrie à l'Elbourz.
- Neolysandra fatima Eckweiler & Schurian, 1980 — Kurdistan.
- Neolysandra fereiduna Skala, 2002 — Iran.